# La Chaussée (Vienne)
La Chaussée ist eine französische Gemeinde mit 187 Einwohnern (Stand 1. Januar 2022) im Département Vienne in der Region Nouvelle-Aquitaine (vor 2016 Poitou-Charentes); sie gehört zum Arrondissement Châtellerault und zum Kanton Loudun (bis 2015 Kanton Moncontour). Die Einwohner werden Chausséens genannt.

## Geographie
La Chaussée liegt etwa 38 Kilometer nordnordwestlich von Poitiers. Umgeben wird La Chaussée von den Nachbargemeinden Aulnay im Norden und Nordwesten, Angliers im Norden und Nordosten, Guesnes im Osten und Nordosten, Verrue im Südosten, Saint-Jean-de-Sauves im Süden sowie Saint-Clair im Westen.

## Bevölkerungsentwicklung
| Jahr                      | 1962 | 1968 | 1975 | 1982 | 1990 | 1999 | 2006 | 2013 | 2018 |
| Einwohner                 | 240  | 233  | 191  | 201  | 193  | 179  | 164  | 195  | 180  |
| Quelle: Cassini und INSEE |      |      |      |      |      |      |      |      |      |

## Sehenswürdigkeiten
- Kirche Saint-Pierre aus dem 13. Jahrhundert mit späteren Umbauten, Monument historique
- Kirche Notre-Dame in Le Petit-Chaussée aus dem 15. Jahrhundert, seit 1926 Monument historique
- Schloss La Bonnetière aus dem 15. Jahrhundert, Monument historique

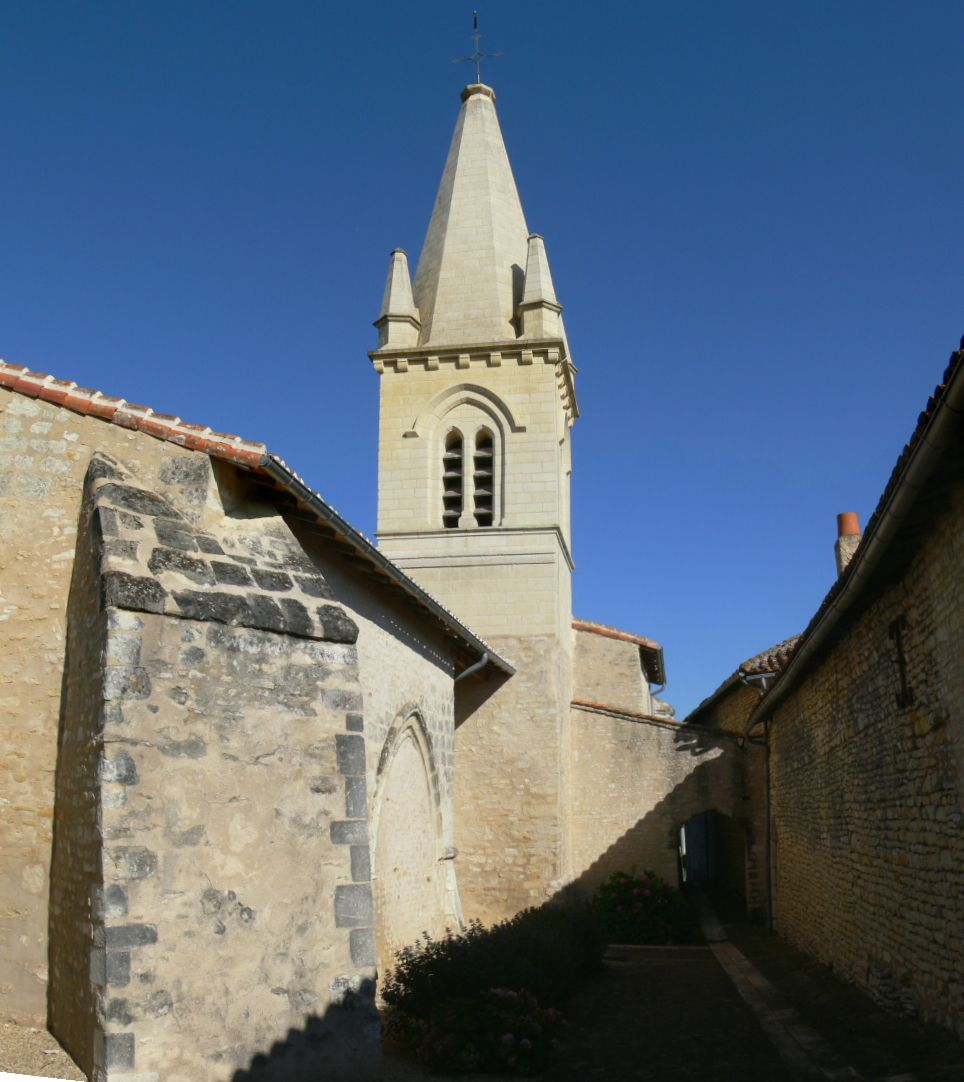
Kirche Saint-Pierre
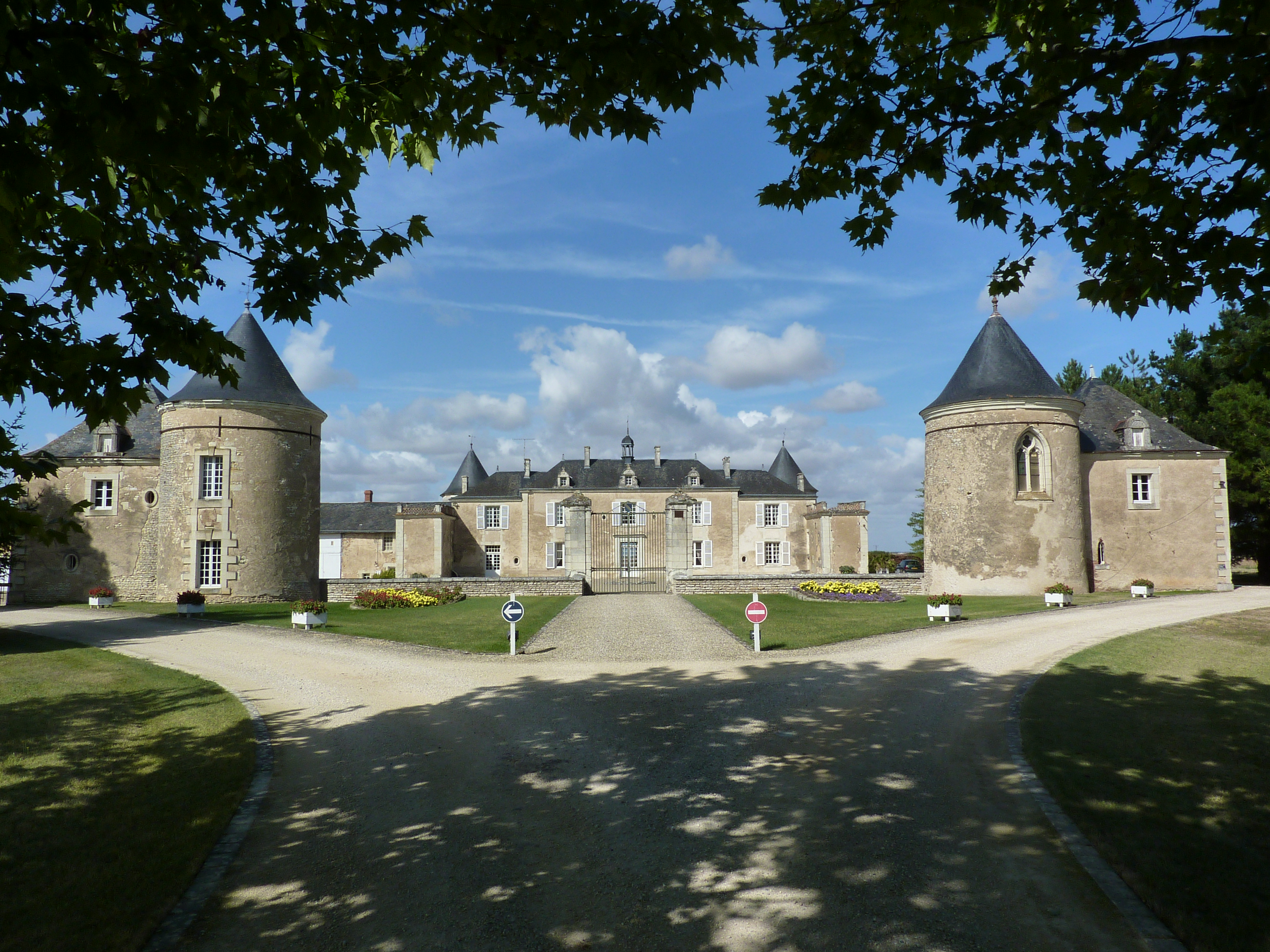
Schloss La Bonnetière